# Ludwig Suthaus
Ludwig Suthaus (* 12. Dezember 1906 in Köln; † 7. September 1971 in West-Berlin) war ein deutscher Opernsänger (Heldentenor).

## Leben
Während seiner Lehre zum Steinmetz wurde Suthaus’ Gesangstalent entdeckt. Er erhielt daraufhin mit 17 Jahren die Möglichkeit, zunächst neben seiner Lehre an der Kölner Musikhochschule zu studieren, wo ihn sein Lehrer Julius Lenz anfänglich für einen Bariton hielt, sich aber von Suthaus überzeugen ließ und ihn dann doch zum Tenor ausbildete.
1928 debütierte Suthaus in Aachen als Walther von Stolzing in Richard Wagners Die Meistersinger von Nürnberg. Von 1932 bis 1942 war er am Staatstheater Stuttgart engagiert, wurde dann aber, weil er nicht in die NSDAP eintrat, für „politisch untragbar“ befunden und entlassen. Die Berliner Staatsoper, wo er seit 1941 engagiert war, hatte offenbar keine derartigen Bedenken, ebenso wenig wie die Direktion der Bayreuther Festspiele, wo er 1943 – wieder mit den Meistersingern – debütierte und seitdem regelmäßig in verschiedenen Rollen auftrat. Er stand 1944 in der Gottbegnadeten-Liste des Reichsministeriums für Volksaufklärung und Propaganda.
Der Sänger blieb für den Rest seiner Karriere in Berlin, wechselte nur 1949 von der jetzt im Osten der Stadt liegenden Staatsoper an das Städtische Opernhaus in den Westteil. Hinzu kam allerdings eine rege Gastspieltätigkeit in der ganzen Welt, u. a. an der Wiener Staatsoper, dem Royal Opera House Covent Garden in London, der Mailänder Scala, dem Nationaltheater München, der Hamburgischen Staatsoper, der Pariser Oper und der San Francisco Opera.

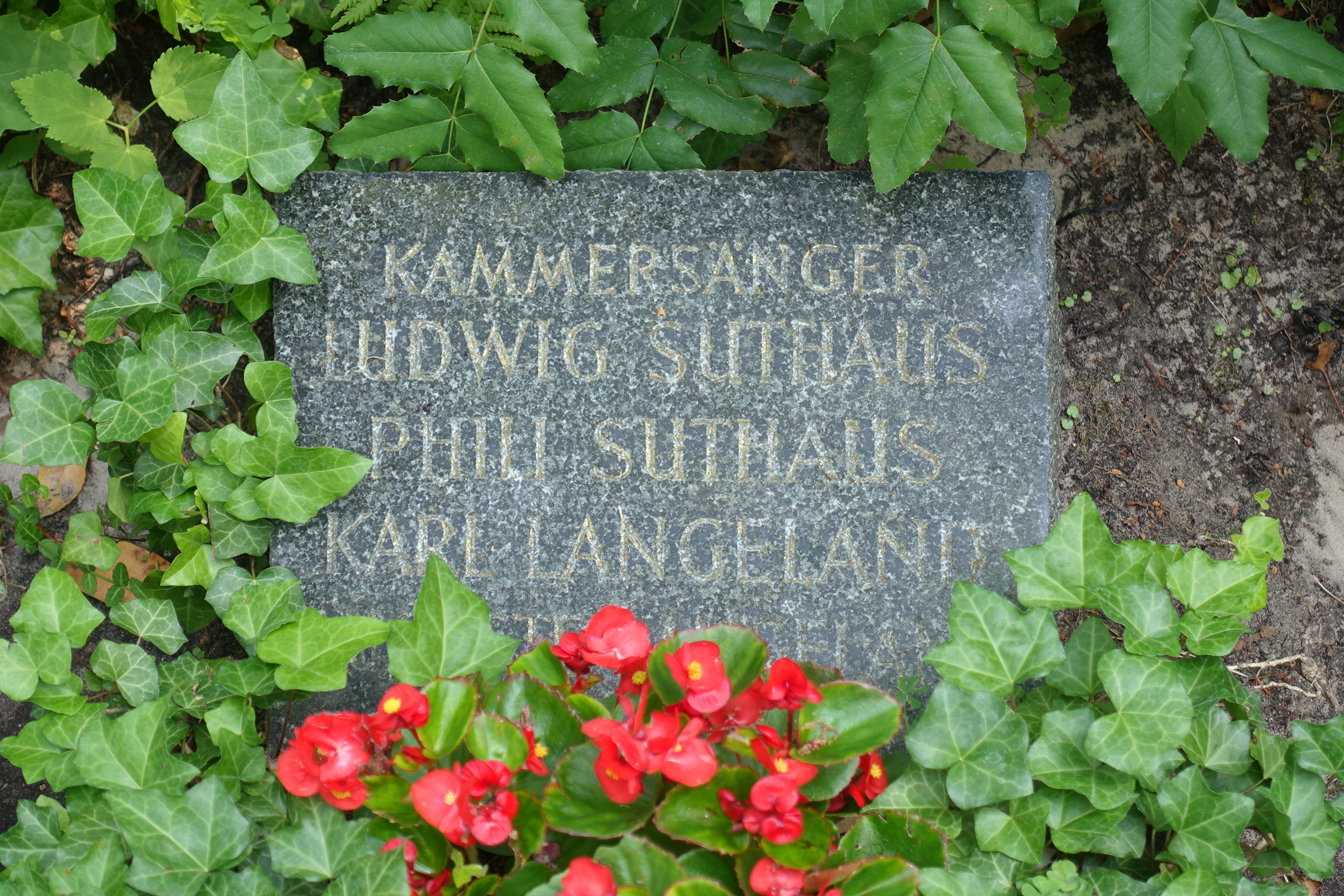
Grab von Ludwig Suthaus

Ludwig Suthaus gehörte in den letzten Lebensjahren des Dirigenten Wilhelm Furtwängler zu dessen bevorzugten Wagnerinterpreten. Gemeinsame Aufnahmen sind Tristan und Isolde (1952), Der Ring des Nibelungen mit Suthaus als Siegfried (1953) sowie Die Walküre (1954, Furtwänglers letzte Aufnahme).
Auf der Rückfahrt von einem Wagner-Gastspiel in Brüssel hatte Suthaus Ende Oktober 1960 auf der Autobahn bei Rinteln einen schweren Autounfall, dessen Folgen seine Karriere beendeten.
Ludwig Suthaus starb im September 1971 im Alter von 64 Jahren in seiner Wahlheimat Berlin. Sein Grab befindet sich auf dem landeseigenen Friedhof Heerstraße in Berlin-Westend (Grablage: II-Ur 3-124).
Suthaus ist der Großonkel des Kirchenmusikers und Konzertorganisten Hans-Joachim Schüttke.

## Bedeutung
Ludwig Suthaus' Stimme besaß weder den metallischen Glanz noch die vokale Energie eines Lauritz Melchior, sondern hatte einen eher weichen, melancholischen, etwas gaumigen Klang. Deshalb stand er während seiner Karriere im Schatten nicht nur des Dänen, sondern häufig auch anderer Tenöre mit mächtigeren Stimmen wie Günther Treptow, Max Lorenz, Bernd Aldenhoff oder Ramón Vinay.
Aus der Rückschau übertrifft er diese vier an Stimmkultur, Intensität und Phrasierungsfähigkeit. Deshalb gilt er bis heute – neben Melchior und Jon Vickers – als einer der eindringlichsten Darsteller insbesondere des Tristan.

## Hörbeispiele
- Richard Wagner, Die Meistersinger von Nürnberg, III. Aufzug: „Morgenlich leuchtend im rosigen Schein“ (Orchester der Bayreuther Festspiele, Hermann Abendroth, 1943; MP3, 778 kB)
- Richard Wagner, Die Walküre, II. Aufzug: „So grüße mir Walhall“ (Orchester der Städtischen Oper Berlin, Ferenc Fricsay, 1951; MP3, 745 kB)
- Richard Wagner, Die Walküre, I. Aufzug: „Winterstürme wichen dem Wonnemond“ (Berliner Philharmoniker, Wilhelm Furtwängler, 1954; MP3, 552 kB)
- Richard Wagner, Rheingold, zweites Bild: „Immer ist Undank Loges Lohn“ (Orchester der Bayreuther Festspiele, Hans Knappertsbusch, 1956; MP3, 732 kB)